# Barbara Meierová
Barbara Meierová (* 25. července 1986 Amberg) je německá modelka s mírami 83-61-92. Je vítězkou německé televizní reality show s názvem Germany's Next Top Model 2007.
Dělá reklamu pro Pantène, Don’t Label Me a Disneyland Paris, pracovala pro Yogurette a magazíny jako Madame Figaro. Ohlásila úmysl pokračovat ve studiu matematiky.